# Reichenbach-nektármadár
A Reichenbach-nektármadár (Anabathmis reichenbachii) a madarak (Aves) osztályának a verébalakúak (Passeriformes) rendjébe, ezen belül a nektármadárfélék (Nectariniidae) családjába tartozó faj.

## Rendszerezése
A fajt Gustav Hartlaub német orvos és ornitológus írta le 1857-ben, a Nectarinia nembe Nectarinia reichenbachii néven.

## Előfordulása
Afrika nyugati és középső részén, Angola, Egyenlítői-Guinea, Gabon, Ghána, Kamerun, a Kongói Köztársaság, a Kongói Demokratikus Köztársaság, a Közép-afrikai Köztársaság, Elefántcsontpart, Libéria és Nigéria területén honos.
Természetes élőhelyei a szubtrópusi és trópusi mangroveerdők és cserjések, lápok, mocsarak, folyók és patakok környékén, valamint szántóföldek és vidéki kertek. Állandó, nem vonuló faj.

## Megjelenése
Testhossza 14 centiméter, testtömege 7–13 gramm.

## Természetvédelmi helyzete
Az elterjedési területe nagyon nagy, egyedszáma pedig stabil. A Természetvédelmi Világszövetség Vörös listáján nem fenyegetett fajként szerepel.